# Салата, Франческо
Франческо Салата (итал. Francesco Salata; 17 сентября 1876, Осор, Австро-Венгрия — 10 марта 1944, Рим, Королевство Италия) — итальянский политик, сенатор, академик, историк, дипломат. Наиболее известен своими ирредентистскими чувствами, борьбой за итальянскую аннексию Истрии и Далмации и книгами по истории.

## Биография
Родился в Осоре, на острове Црес (ныне Хорватия, в то время Австро-Венгрия). Салата был этническим итальянцем и с самого начала проявлял ирредентистские чувства.
Участвовал в переговорах по Рапалльскому договору и стал администратором новых аннексированных земель. Был назначен сенатором и в то же время приобрёл известность в академическом мире. В то же время Салата опубликовал книги по истории, получившие признание в Италии, а также вызвал симпатию у фашистов. Среди его работ наиболее известны: Guglielmo Oberdan secondo gli atti segreti del processo: carteggi diplomatici e altri documenti inediti (1924), Il patto Mussolini: storia di un piano politico e di un negoziato diplomatico (1933), и Il nodo di Gibuti: storia diplomatica su documenti inediti (1939).
Затем Салата стал послом Италии в Австрии, где, несмотря на его пресловутые патриотические чувства и ирредентизм, его все ещё любили и уважали. В 1943 году был назначен председателем сенатского комитета по иностранным делам. Оставался сенатором до своей смерти в Риме в 1944 году, за несколько месяцев до освобождения города союзниками.